# Vana-Antsla
Vana-Antsla (‘Oud-Antsla’, Duits: Alt-Anzen) is een plaats in de gemeente Antsla, provincie Võrumaa in het zuidoosten van Estland. De plaats heeft de status van vlek.

## Bevolking
Het aantal inwoners vertoont een dalende tendens, zoals blijkt uit het volgende staatje:
| Jaar            | 2000 | 2011 | 2017 | 2019 | 2021 |
| --------------- | ---- | ---- | ---- | ---- | ---- |
| Aantal inwoners | 240  | 181  | 175  | 185  | 178  |

## Ligging
Vana-Antsla ligt ten noorden van Antsla, de hoofdplaats van de gemeente.

## Geschiedenis
Vana-Antsla werd voor het eerst genoemd in 1405 onder de naam Antzen. De naam Alt-Anzen kwam pas in gebruik toen op het eind van de 17e eeuw een landgoed Uue-Antsla (‘Nieuw-Antsla’, Duits: Neu-Anzen) werd afgesplitst. De grond was al sinds 1376 in handen van de familie von Uexküll. De familie liet in het begin van de 15e eeuw een kasteel bouwen (Schloß Anzen in het Duits). Tijdens de Pools-Zweedse oorlog (1600-1629) werd het kasteel vernietigd. Er zijn nog wat restanten van de muren over. Na de von Uexkülls was het landgoed in handen van de families Tott, von Löwenstern en von Ungern-Sternberg.
Het landhuis is gebouwd in het midden van de 18e eeuw, vermoedelijk onder gebruikmaking van restanten van het kasteel, en uitgebreid in de 19e eeuw. Tijdens de Estische Onafhankelijkheidsoorlog raakte het zwaar beschadigd. Na de onteigening door het onafhankelijk geworden Estland in 1919 werd het landhuis verbouwd en in gebruik genomen als school. In 2004 werd de school buiten gebruik gesteld en sindsdien is het landhuis vervallen tot ruïne. Enkele bijgebouwen zijn bewaard gebleven. waaronder het ronde huis van de tuinman. Om het landhuis heen ligt een park.
In de jaren zeventig van de 20e eeuw heette Vana-Antsla kortstondig Kobela. In 1977 kreeg echter het dorp Boose, 4 km ten zuidwesten van Vana-Antsla, de naam Kobela en kreeg Vana-Antsla zijn oude naam terug.

## Foto's

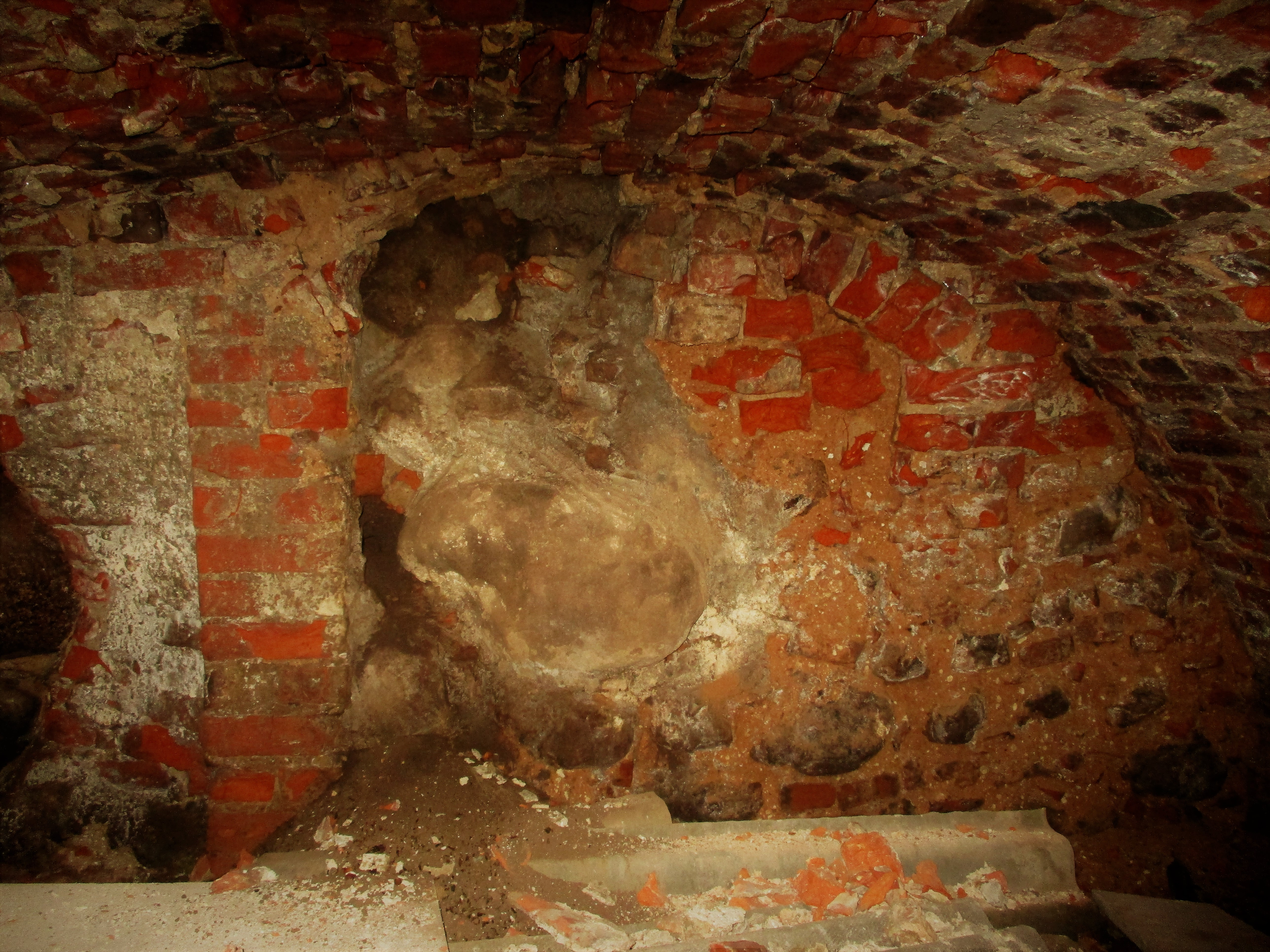
Restant van het kasteel in een kelder onder een van de bijgebouwen van het landhuis
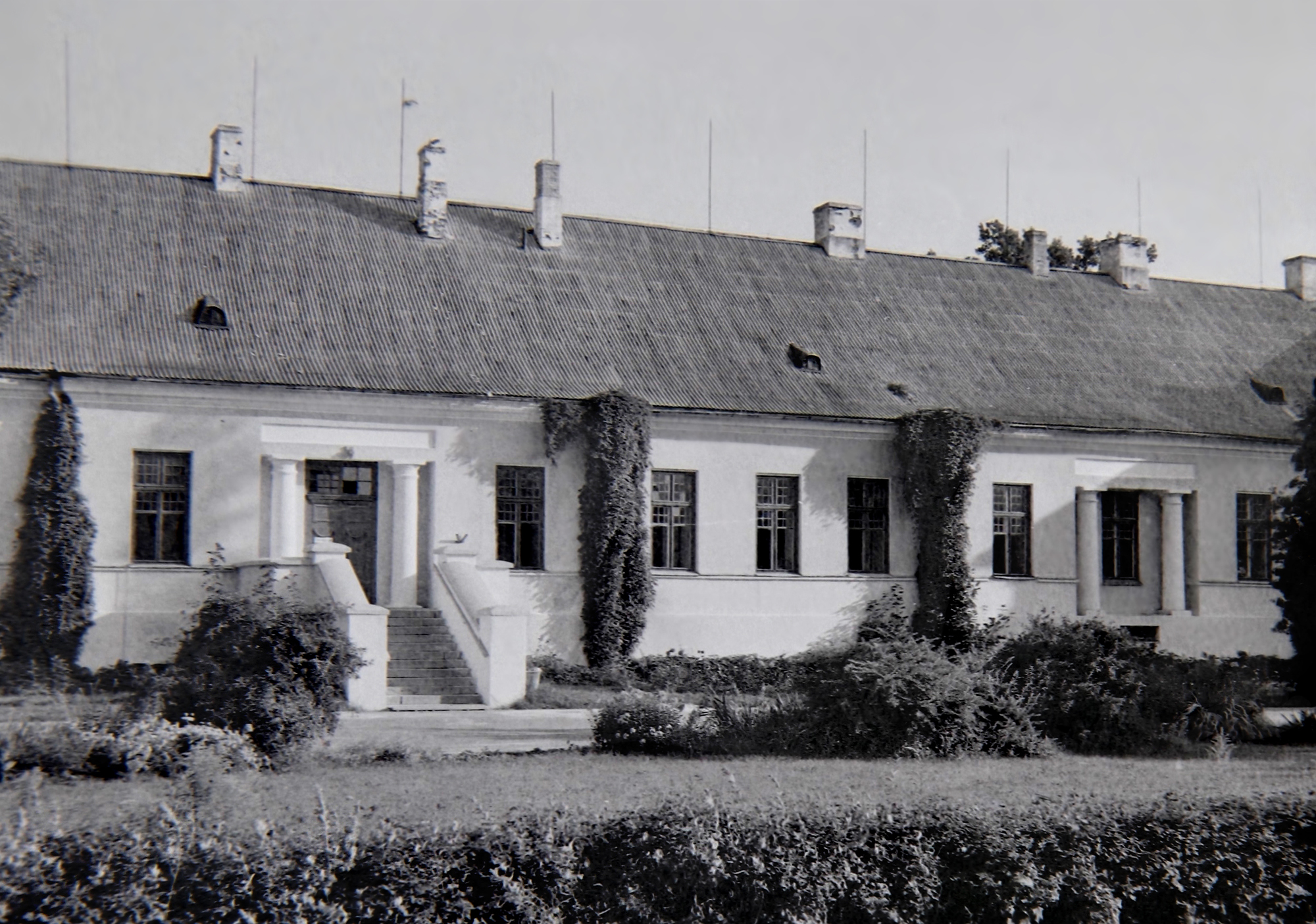
Het landhuis in 1977
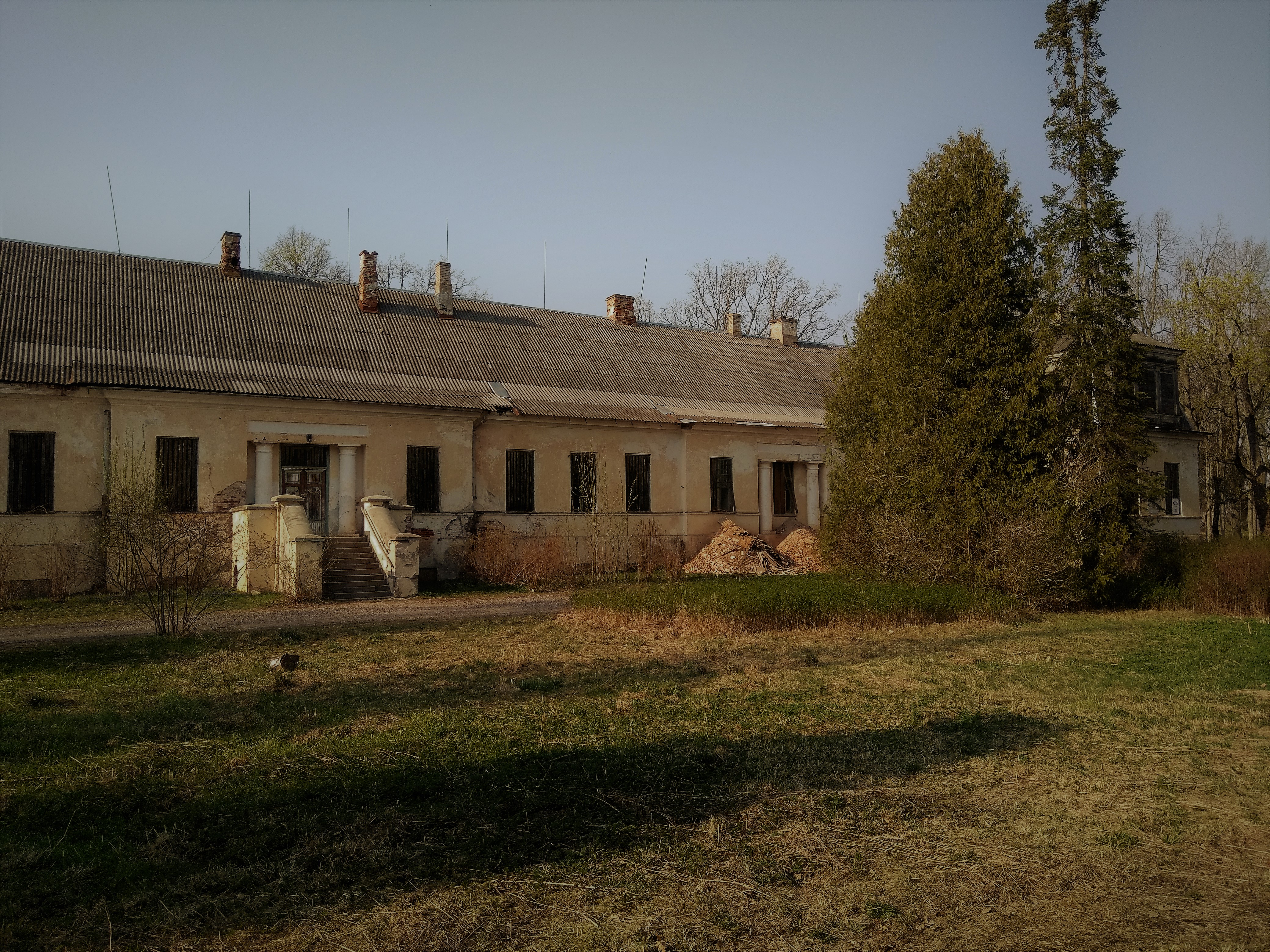
Het landhuis in 2019
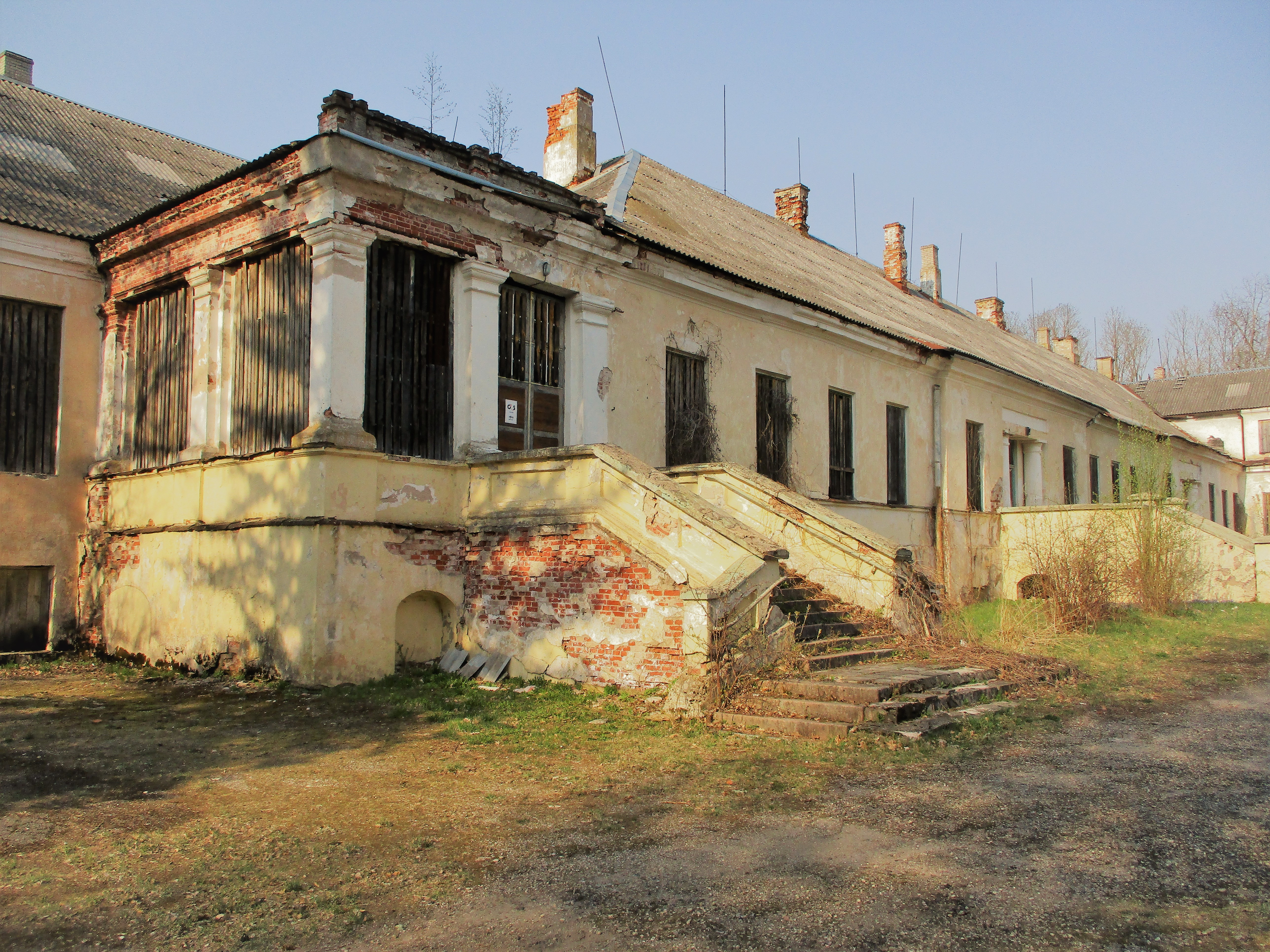
Het landhuis in 2019
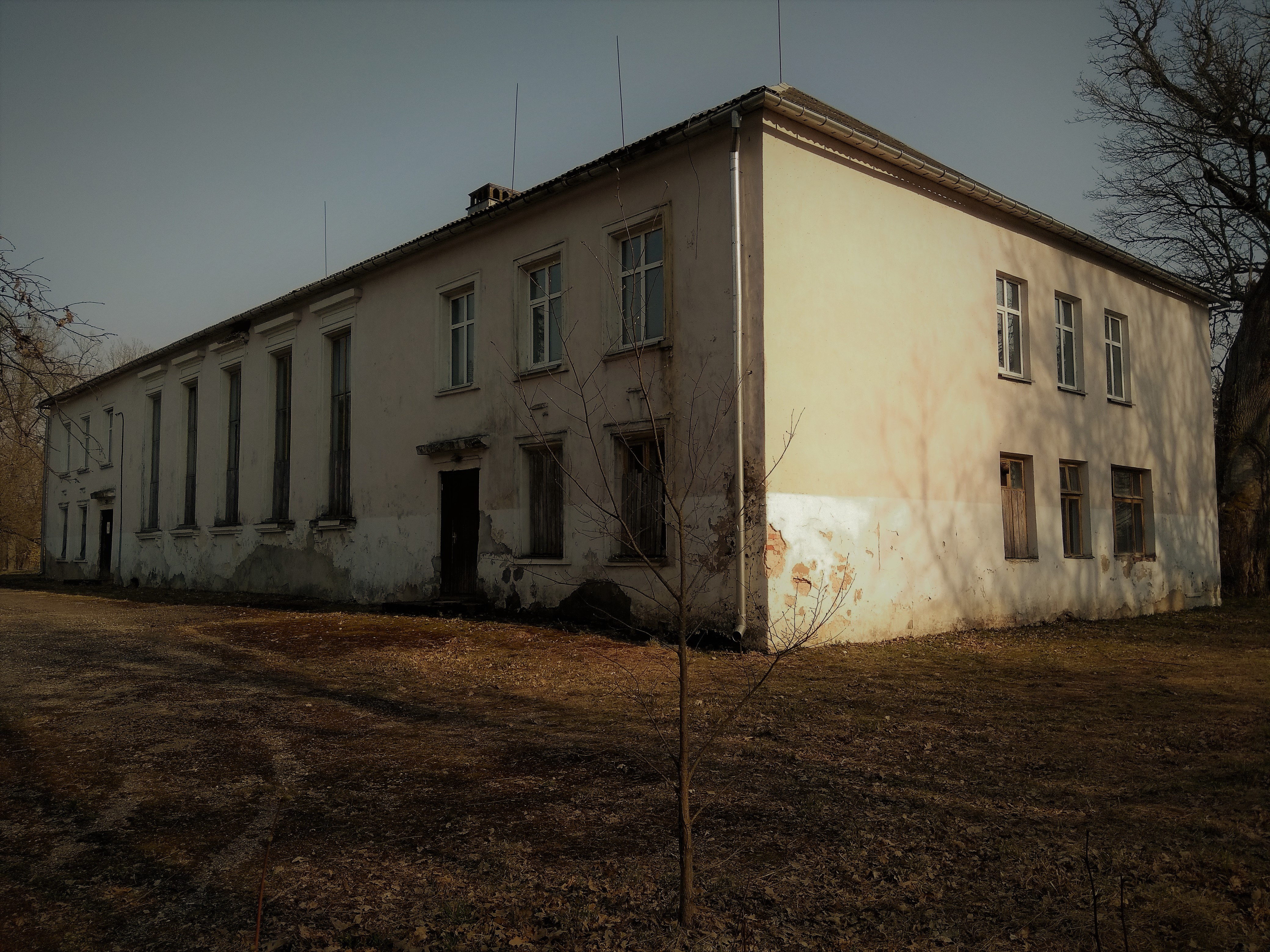
Voormalig bijgebouw
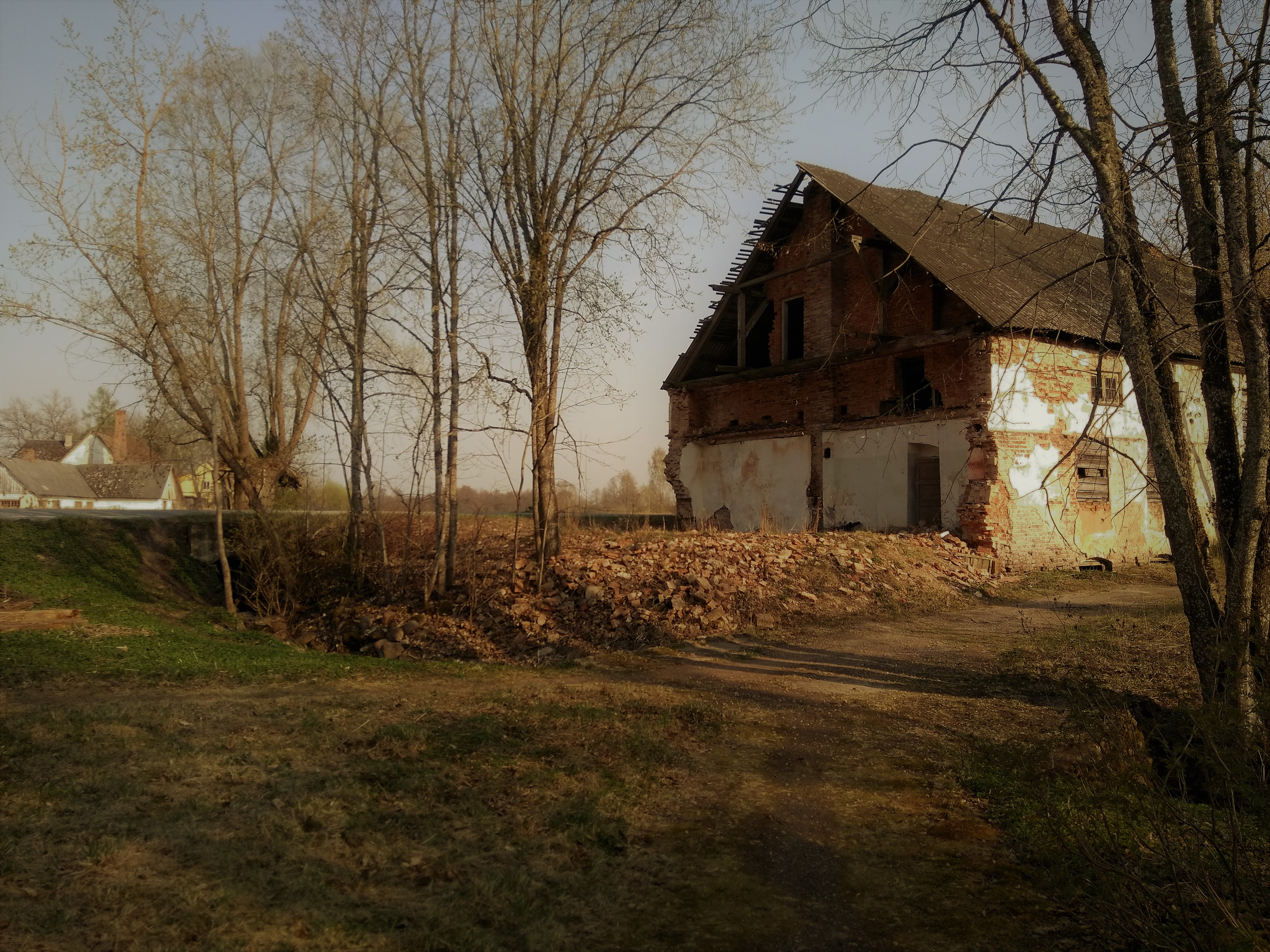
Voormalige watermolen
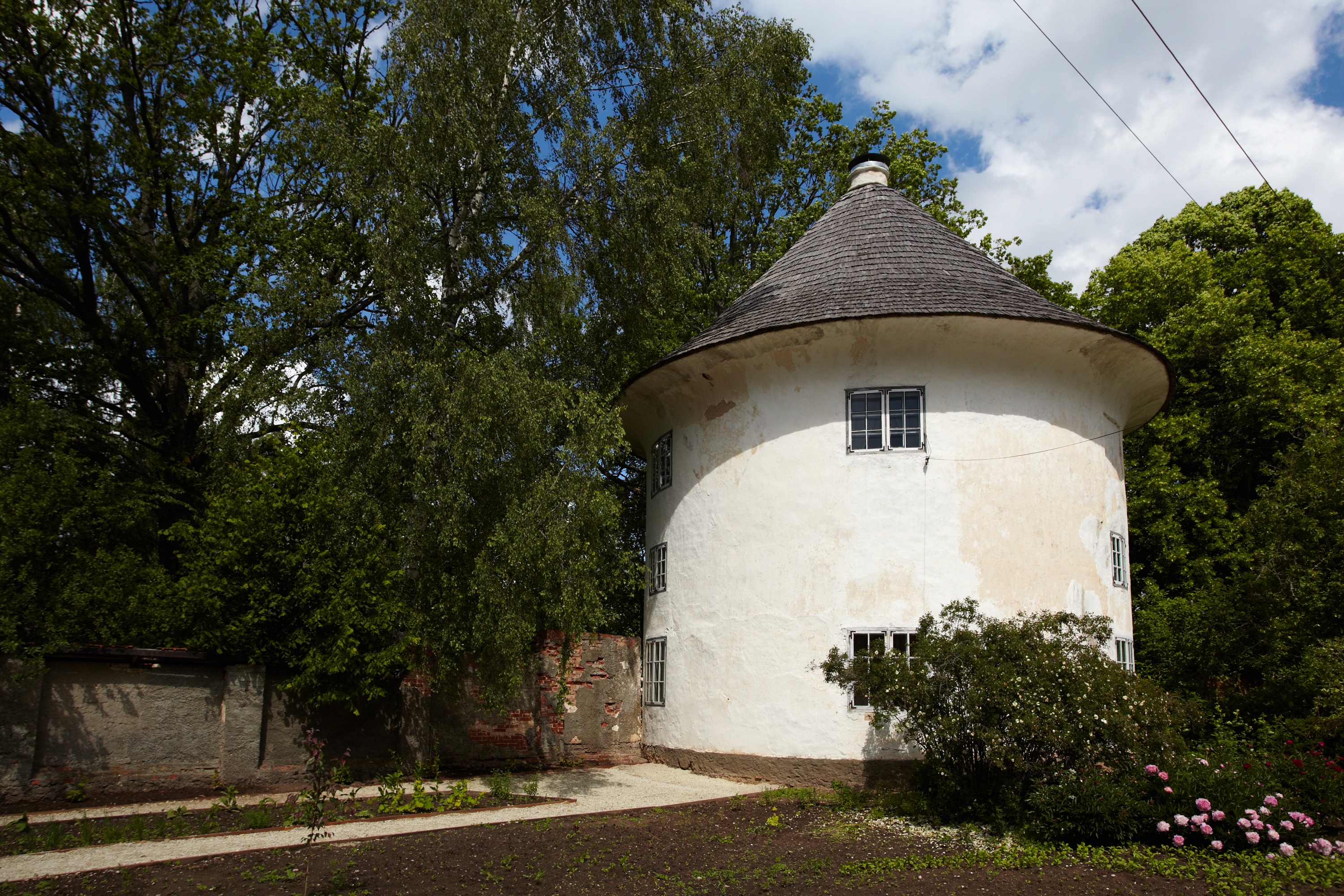
Het vroegere huis van de tuinman
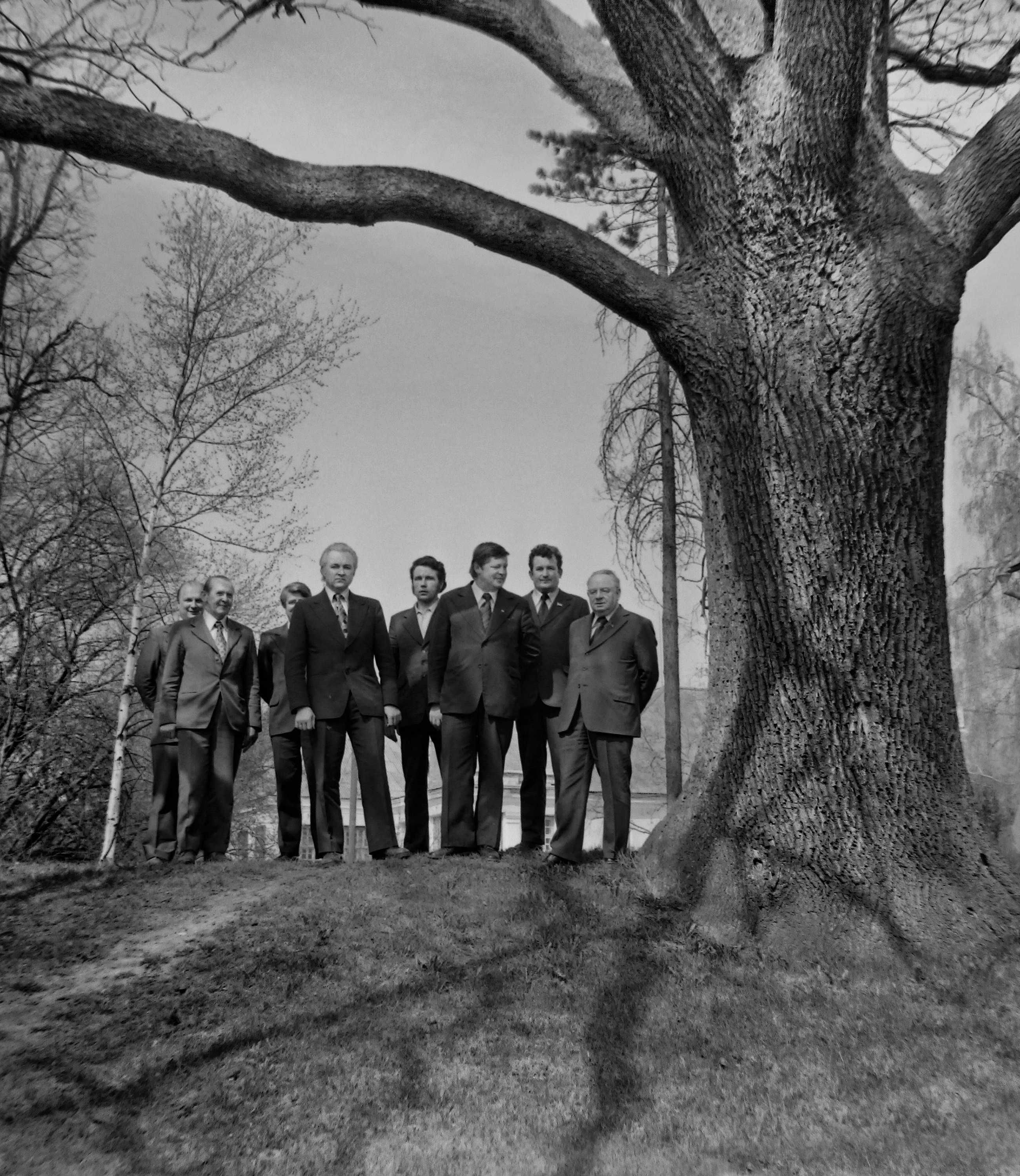
Leiders van de Estische Socialistische Sovjetrepubliek bij een eik in het park van Vana-Antsla. Onder hen Arnold Rüütel (vierde van links)
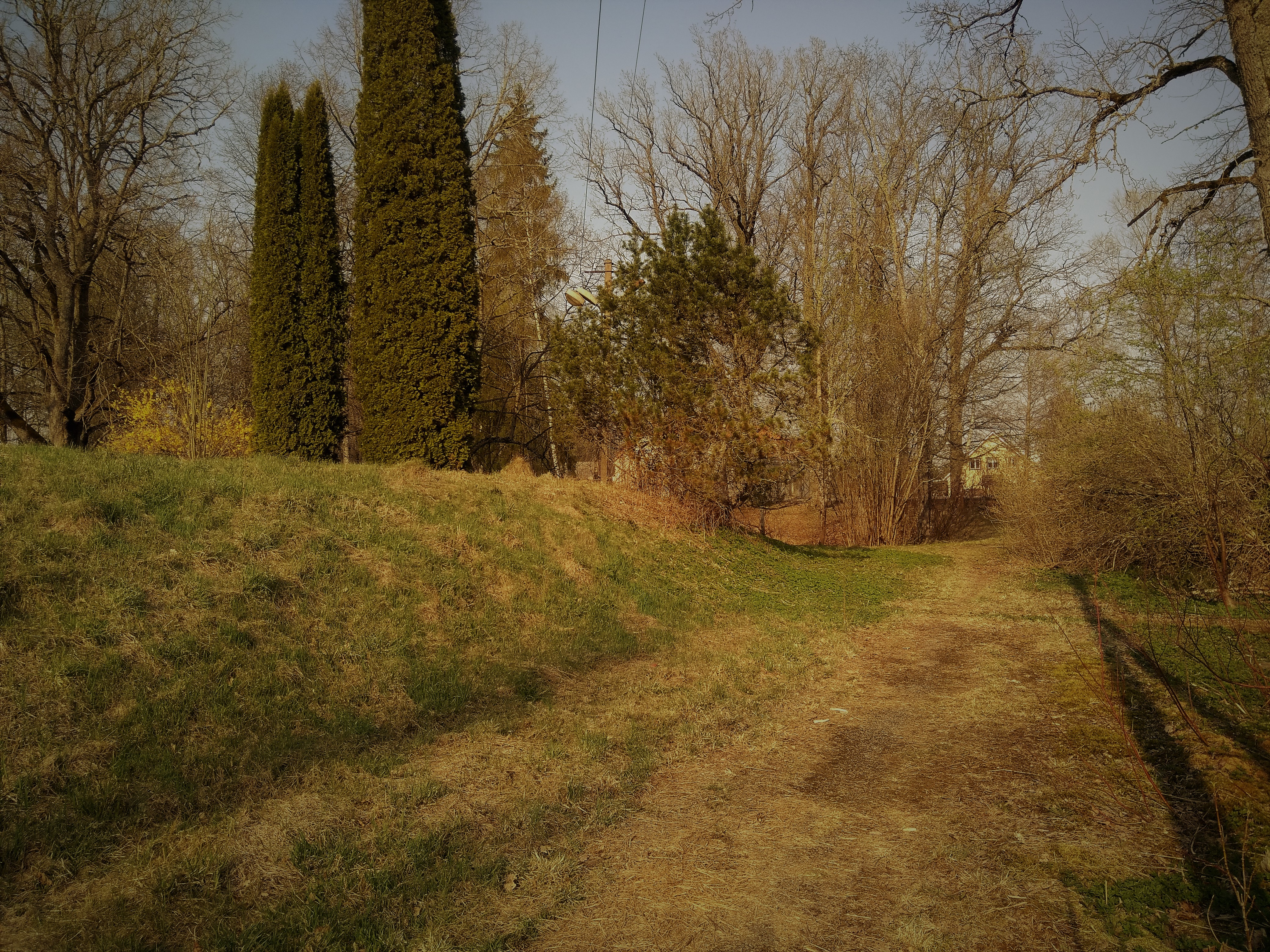
Het park van Vana-Antsla